# Parc Hosingen
Parc Hosingen (luxemburgisch Parc Housen; französisch Parc Hosingen) ist eine Gemeinde im Großherzogtum Luxemburg und gehört zum Kanton Clerf. Sie ist am 1. Januar 2012 aus der Fusion der vormals selbständigen Gemeinden Consthum, Hoscheid und Hosingen entstanden. Der Fläche nach ist sie dadurch die viertgrößte Gemeinde des Landes.
Der Fusion hatten im Juli 2010 die Bürger der drei Gemeinden in einem Referendum mit 77 Prozent der abgegebenen Stimmen zugestimmt.

## Zusammensetzung

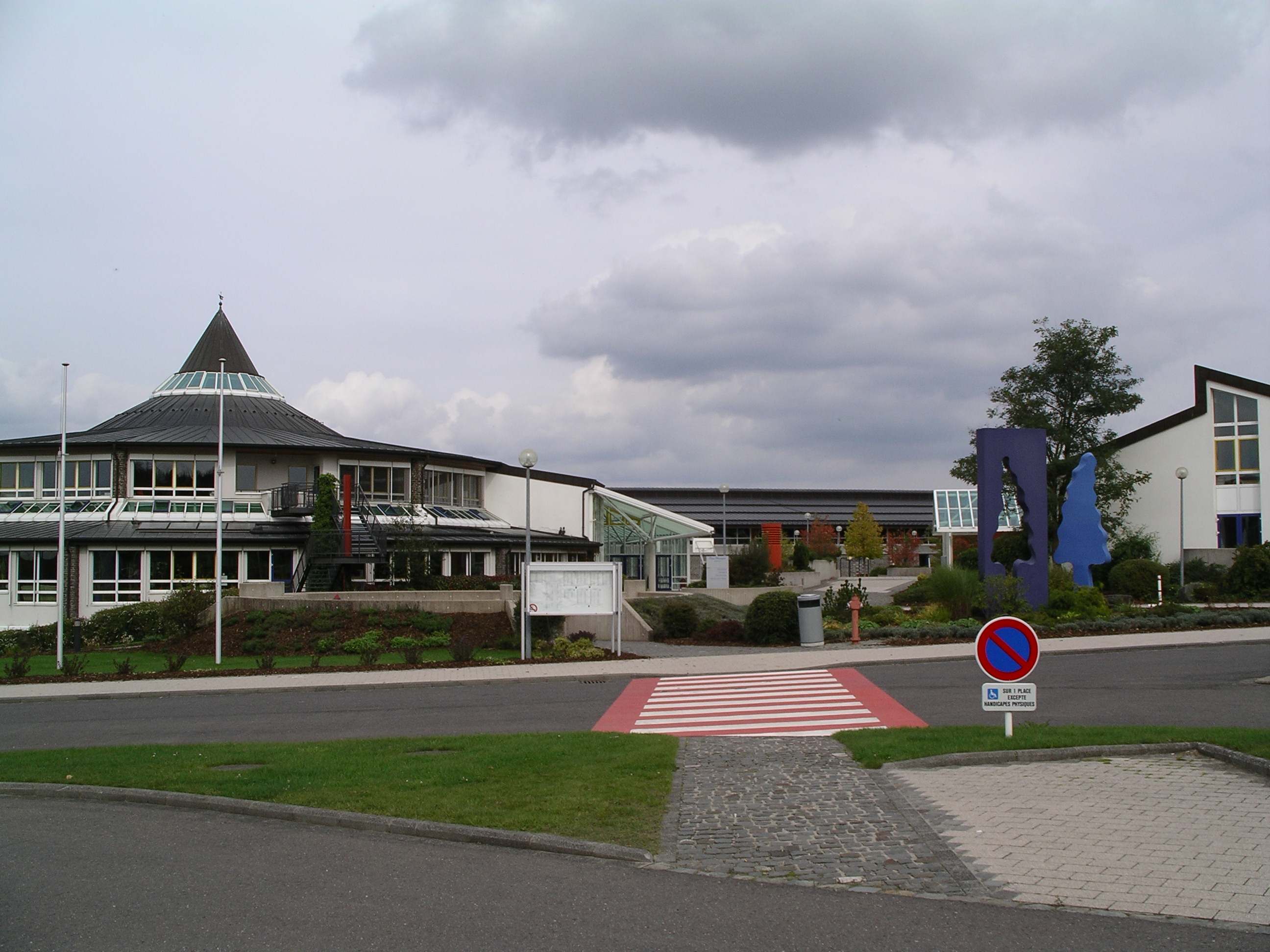
Schule in Hosingen

Die Gemeinde besteht aus den folgenden Ortschaften:
| deutscher Name | luxemburgischer Name | französischer Name |
| -------------- | -------------------- | ------------------ |
| Bockholtz      | Buckels / Boukels    | Bockholtz          |
| Consthum       | Konstem              | Consthum           |
| Dorscheid      | Duerscht             | Dorscheid          |
| Eisenbach      | Eesbech              | Eisenbach          |
| Holzthum       | Holztem              | Holzthum           |
| Hoscheid       | Houschent            | Hoscheid           |
| Hoscheid-Dickt | Houschter Déckt      | Hoscheid-Dickt     |
| Hosingen       | Housen / Husen       | Hosingen           |
| Neidhausen     | Näidsen              | Neidhausen         |
| Oberschlinder  | Iewescht Schlënner   | Oberschlinder      |
| Rodershausen   | Rouderssen           | Rodershausen       |
| Unterschlinder | Ënnerschlënner       | Unterschlinder     |
| Wahlhausen     | Wuelessen            | Wahlhausen         |

Die Ortschaft Eisenbach besteht aus Obereisenbach (Uewereesbech) und Untereisenbach (Ënnereesbech) und war Teil des früheren Dorfes Eisenbach (Our). Die Gemeinde ist Mitglied folgender Gemeindeverbände: DEA, Maison de retraite Clervaux, Parc Naturel de l'Our, SICLER, SIDEC, SIDEN, SIGI, SISPOLO, SIVOUR, SYVICOL.